# Пунтаренас (кантон)
Пунтаре́нас (исп. Puntarenas) — кантон в провинции Пунтаренас Коста-Рики.

## География
Находится на северо-западе провинции, занимает южную часть полуострова Никоя. Граничит на северо-западе с провинцией Гуанакасте, на севере с провинцией Алахуэла. К кантону также относятся острова в заливе Никоя и необитаемый остров Кокос. Административный центр — Пунтаренас.

## Округа
Кантон разделён на 16 округов:
1. Пунтаренас
2. Питаайя
3. Чомес
4. Лепанто
5. Пакера
6. Мансанильо
7. Гуасималь
8. Барранка
9. Монтеверде
10. Исла-дель-Коко (Остров Кокос)
11. Кобано
12. Чакарита
13. Чира
14. Акапулько
15. Эль-Робле
16. Арансибия